# Anolis nasofrontalis
Anolis nasofrontalis är en ödleart som beskrevs av  Ayrton Amaral 1933. Anolis nasofrontalis ingår i släktet anolisar, och familjen Polychrotidae. Inga underarter finns listade i Catalogue of Life.